# Syzygium anisopetalum
Syzygium anisopetalum är en myrtenväxtart som först beskrevs av Richard Neville Parker, och fick sitt nu gällande namn av Nambiyath Puthansurayil Balakrishnan. Syzygium anisopetalum ingår i släktet Syzygium och familjen myrtenväxter.
Artens utbredningsområde är Assam (Indien). Inga underarter finns listade i Catalogue of Life.